# Yixuan
Yixuan, prince Chun, né le 16 octobre 1840 et mort le 1er janvier 1891, est un prince chinois de la dynastie Qing. Il est le fils de Daoguang et frère de Xianfeng. Il est également le père et le grand-père des deux derniers empereurs de Chine, Guangxu et Xuantong.

## Biographie
Yixuan naît au sein de la Cité interdite de Pékin, le 16 octobre 1840. Il est le septième fils de l'empereur Daoguang. De fait, il est membre du clan mandchou Aisin Gioro. Sa mère est Dame Uya (烏雅氏), une concubine de l'empereur qui a récemment été promue « Noble Dame Lin » (琳貴人). Quatre mois après la naissance de Yixuan, elle est élevée au rang de « Concubine impériale Lin » (琳嬪), une distinction rare. Dame Uya continue à gravir rapidement les échelons, devenant « Consort Lin » (琳妃) en 1842 puis « Noble Consort Lin » (琳貴妃) en 1847. L'empereur Tongzhi lui accorde le titre posthume de « Noble consort impérial Zhuangshun » (莊順皇貴妃), ce qui fait d'elle la seconde femme en importance de la Cour après l'impératrice.
Il reçoit une éducation soignée, comme tous les enfants de l'empereur. Lorsque son père meurt en 1850, son frère aîné Yizhu lui succède, il accorde alors à Yixuan le titre de prince Chun de deuxième rang. Il reste assez effacé à la cour de son frère.
En 1860, il est marié à Wanzhen, une jeune femme du clan Yehe Nara. Elle est la sœur de la favorite de son frère, la future impératrice douairière Cixi. Son frère l'empereur meurt l'année suivante, laissant le trône à son fils Zaichun. Avec son frère le prince Gong, Yixuan aide sa belle-sœur à prendre le pouvoir en évinçant les huit régents nommés par l'empereur sur son lit de mort, notamment Duanhua et Sushun. Le coup d'État ayant réussi, il est envoyé arrêter Sushun, qui a pris la fuite. Ce dernier est ramené à Pékin où il est finalement exécuté.
Il devient alors un courtisan influent à la cour de sa belle-sœur, l'impératrice douairière Cixi. Sous le règne nominal de son neveu Tongzhi, Yixuan mène à la fois une carrière militaire et civile. En 1872, il est promu au rang de prince Chun de premier rang.
En janvier 1875, l'empereur Tongzhi meurt sans héritier. L'impératrice douairière Cixi choisit le seul fils vivant de Yixuan à ce moment-là, Zaitian, pour être le nouveau souverain sous le nom de Guangxu. Ce choix apporte des avantages à Cixi : l’empereur étant âgé de 3 ans, elle peut régner à nouveau en tant que régente. Yixuan étant le père biologique de l’empereur, il est contraint d'abandonner tout pouvoir politique sous peine d’être soupçonné de se servir de sa position dans les affaires de l'empire, ce qui peut constituer un crime de haute trahison.
Yixuan meurt le 1er janvier 1891, peu avant l'achèvement des travaux d'agrandissement du palais d'Été. Son cinquième fils, Zaifeng, hérite du titre de « prince Chun de premier rang ». Yixuan reçoit le nom posthume de « xian » (賢). Son titre posthume complet est donc « prince Chunxian de premier rang » (醇賢親王).